# Imlay Creek
Imlay Creek är ett vattendrag i Australien. Det ligger i delstaten New South Wales, i den sydöstra delen av landet, omkring 400 kilometer söder om delstatshuvudstaden Sydney.
I omgivningarna runt Imlay Creek växer i huvudsak städsegrön lövskog. Runt Imlay Creek är det mycket glesbefolkat, med 5 invånare per kvadratkilometer. Genomsnittlig årsnederbörd är 1 209 millimeter. Den regnigaste månaden är juni, med i genomsnitt 224 mm nederbörd, och den torraste är juli, med 40 mm nederbörd.